# Wugigarra wulpura
Wugigarra wulpura là một loài nhện trong họ Pholcidae. Loài này được phát hiện ở Queensland.